# Bembidion atrocaeruleum
Bembidion atrocaeruleum es una especie de escarabajo del género Bembidion, familia Carabidae. Fue descrita científicamente por Stephens en 1828.
Habita en Albania, Bélgica, Chequia, Francia, Alemania, Gran Bretaña, Irlanda, Italia, Países Bajos, Portugal, Eslovaquia, España, Suiza y Ucrania.